# Avio (Trento)
Avio és un municipi italià, dins de la província de Trento. L'any 2007 tenia 4.090 habitants. Limita amb els municipis d'Ala, Brentino Belluno (VR), Brentonico, Dolcè (VR), Ferrara di Monte Baldo (VR), Malcesine (VR) i Sant'Anna d'Alfaedo (VR).